# ليستر الجنوبية (دائرة انتخابية في المملكة المتحدة)
ليستر الجنوبية  (بالإنجليزية: Leicester South)‏ هي إحدى الدوائر الانتخابية في المملكة المتحدة الممثلة في مجلس العموم في برلمان المملكة المتحدة.
عضو البرلمان الذي يمثلها حالياً هو :Sir Peter Soulsby (Lab).